# Pesados vestigios
Pesados Vestigios es el noveno álbum de estudio editado por la banda de Rock La Renga. Cuatro años distan de su predecesor Algún rayo. Lanzado el 17 de diciembre de 2014. Siendo presentado el 24 de enero de 2015 en Villa Rumipal, Córdoba. 
El álbum está muy influenciado por bandas del rock nacional como Vox Dei, Color Humano entre otras. El quinto tema del disco titulado "Sabes que" consta de la participación de Ricardo Soulé. Los cortes de difusión fueron "Mirada de acantilado" y "Corazón Fugitivo".
La gira de este disco recorrieron Chile (en tres ocasiones), Uruguay y México, además de una visita trunca a Paraguay.

## Lista de canciones
- Todos las canciones compuestas por Gustavo F. "Chizzo" Napoli.

| N.º | Título                                | Duración |  |
| 1.  | «Corazón Fugitivo»                    | 4:00     |  |
| 2.  | «Nómades»                             | 2:55     |  |
| 3.  | «Mirada de Acantilado»                | 3:35     |  |
| 4.  | «Día de Sol»                          | 4:00     |  |
| 5.  | «Sabes Qué» (Invitado: Ricardo Soulé) | 4:47     |  |
| 6.  | «San Miguel»                          | 2:59     |  |
| 7.  | «Pole» (Dedicado a "Poleri")          | 3:00     |  |
| 8.  | «Muy Indignado»                       | 3:17     |  |
| 9.  | «No Para de Aletear»                  | 2:27     |  |
| 10. | «Motorock»                            | 4:14     |  |
| 11. | «Masomenos Blues»                     | 4:35     |  |

## Músicos
'La Renga'
- Chizzo: Voz y Guitarra
- Tete: Bajo
- Tanque: Batería
- Manu: Saxofón y Armónica

'Invitados'
- Ricardo Soulé: Voz y Violín (en "Sabes que")

## Posicionamiento en listas
| Listas (2014)     | Mejor posición |
| ----------------- | -------------- |
| Argentina (CAPIF) | 1              |